# Tim Frazier
Tim Frazier (Houston, Texas, 1 de noviembre de 1990) es un jugador de baloncesto estadounidense que pertenece a la plantilla del AEK BC de la A1 Ethniki, la primera división del baloncesto en Grecia. Con 1,85 metros de estatura, juega en la posición de base.

## Trayectoria deportiva

### Universidad
Jugó durante cinco temporadas, aunque una de ellas la pasó prácticamente en blanco, con los Nittany Lions de la Universidad Estatal de Pensilvania, en las que promedió 11.4 puntos, 3,9 rebotes y 4,7 asistencias por partido.
Acabó su carrera como séptimo máximo anotador de la historia de Penn State, con 1.543 puntos anotados. Se convirtió en el segundo jugador de la Big Ten Conference en conseguir más de 1.000 puntos, 600 asistencias y 500 rebotes a lo largo de su carrera, y rompió además el récord de asistencias de su universidad, al lograr 641, por las 600 que consiguió Freddie Barnes entre 1989 y 1992. En 2012 fue incluido en los mejores quintetos absoluto y defensivo de la conferencia, y tras perderse casi entera la temporada siguiente, en la 2013-2014 fue incluido en el tercer mejor quinteto, ganando además el premio a la deportividad.

#### Estadísticas
| Equipo     | Año     | PJ | PT | MPP  | %TC  | %3P  | %TL  | RPP | APP | ROB | TPP | PPP  |
| ---------- | ------- | -- | -- | ---- | ---- | ---- | ---- | --- | --- | --- | --- | ---- |
| Penn State | 2009–10 | 31 | 10 | 18.4 | .386 | .375 | .672 | 2.3 | 2.4 | 0.7 | 0.1 | 5.0  |
| Penn State | 2010–11 | 34 | 33 | 30.8 | .430 | .344 | .753 | 3.9 | 5.1 | 1.0 | 0.1 | 6.3  |
| Penn State | 2011–12 | 32 | 31 | 37.1 | .419 | .314 | .791 | 4.7 | 6.2 | 2.4 | 0.2 | 18.8 |
| Penn State | 2012–13 | 4  | 4  | 32.5 | .357 | .182 | .846 | 4.5 | 3.8 | 2.3 | 0.3 | 16.3 |
| Penn State | 2013–14 | 34 | 34 | 35.2 | .430 | .291 | .785 | 4.5 | 5.4 | 1.6 | 0.2 | 14.9 |

### Profesional
Tras no ser elegido en el Draft de la NBA de 2014, y solo una hora después, fue invitado por el entrenador de los Sixers a la NBA Summer League 2014 de Las Vegas. Allí promedió 3,4 puntos, 4,0 rebotes y 2,0 asistencias en cinco partidos.
Después de probar con los Boston Celtics, fichó finalmente con los Maine Red Claws de la NBA D-League como jugador afiliado. En su primer partido con el equipo consiguió 18 puntos, 9 asistencias y 4 rebotes en la victoria ante Oklahoma City Blue, además de anotar los 12 tiros libres que lanzó.
En el mes de febrero, fue elegido para disputar el All-Star de la NBA D-League. Poco después se anunció su fichaje por 10 días con los Philadelphia 76ers. Tras acabar su contrato, regresó a los Red Claws, pero cuatro días después firmó un segundo contrato con los Sixers. El 24 del mes de febrero, fue cortado por los Sixers después de la adquisición de Thomas Robinson.
En marzo de 2015 fichó por los Portland Trail Blazers para el resto de la temporada. El 27 de febrero de 2016, Frazier fue adquirido por los Maine Red Claws.
El 16 de marzo de 2016, Frazier firmó un contrato de 10 días con New Orleans Pelicans. Diez días después firmó con los Pelicans por lo que restaba de temporada. El 22 de julio firmó un contrato para la siguiente temporada. El 11 de diciembre, registró su primer triple doble en la NBA con 14 puntos, 11 rebotes y 11 asistencias en la victoria ante los Phoenix Suns.

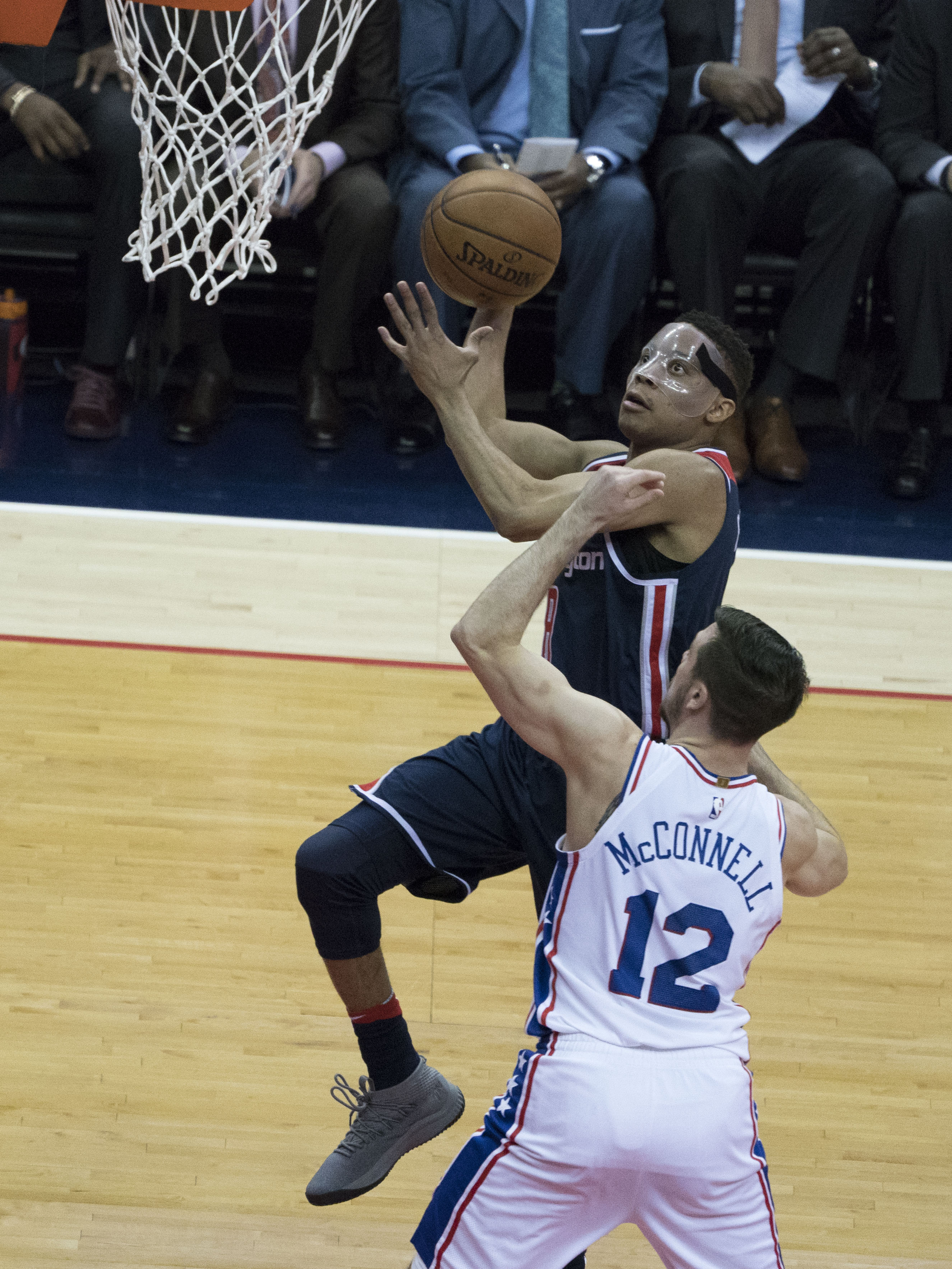
Frazier con los Wizards en 2018.

El 21 de junio de 2017, es traspadado a Washington Wizards a cambio de un pick del 2017 NBA draft.
El 17 de octubre de 2018 es reclamado por los New Orleans Pelicans.
El 19 de marzo de 2019, Frazier firmó con Milwaukee Bucks.
El 2 de julio de 2019, firma con los Detroit Pistons. Tras 27 encuentros, el 6 de febrero de 2020, es cortado por los Pistons.
Después de unos meses sin equipo, el 4 de enero de 2021, firma un contrato de 10 días con Memphis Grizzlies. Después de 3 encuentros fue cortado pero, a mediados de abril, firma un segundo contrato y finalmente, el 24 de abril, firma hasta final de temporada.
Ya en 2021-22, el 21 de diciembre de 2021, firma un contrato de 10 día con Orlando Magic. Firma un segundo contrato de 10 día el 31 de diciembre, disputando un total de 10 encuentros con los Magic en ese periodo. El 25 de febrero de 2022, firma un contrato de 10 días con Cleveland Cavaliers.
En la temporada 2022-23, firma por el AEK BC de la A1 Ethniki, la primera división del baloncesto en Grecia.

## Estadísticas de su carrera en la NBA

### Temporada regular
| Año     | Equipo       | PJ  | PT | MPP  | %TC  | %3P  | %TL  | RPP | APP | ROB | TPP | PPP  |
| ------- | ------------ | --- | -- | ---- | ---- | ---- | ---- | --- | --- | --- | --- | ---- |
| 2014-15 | Philadelphia | 6   | 3  | 28.5 | .302 | .273 | .333 | 3.2 | 7.2 | 1.0 | .0  | 5.7  |
| 2014-15 | Portland     | 5   | 0  | 13.6 | .444 | .333 | .833 | 1.8 | 3.4 | .4  | .0  | 4.6  |
| 2015-16 | Portland     | 35  | 1  | 7.8  | .333 | .176 | .533 | 1.1 | 1.2 | .3  | .0  | 1.5  |
| 2015-16 | New Orleans  | 16  | 1  | 29.3 | .450 | .419 | .763 | 4.4 | 7.5 | 1.4 | .1  | 13.1 |
| 2016-17 | New Orleans  | 65  | 35 | 23.5 | .403 | .313 | .760 | 2.7 | 5.2 | .9  | .1  | 7.1  |
| 2017-18 | Washington   | 59  | 11 | 14.2 | .395 | .304 | .767 | 1.9 | 3.3 | .8  | .1  | 3.0  |
| 2018-19 | New Orleans  | 47  | 17 | 19.3 | .451 | .351 | .780 | 2.9 | 4.4 | .5  | .1  | 5.0  |
| 2018-19 | Milwaukee    | 12  | 2  | 17.6 | .424 | .417 | .692 | 2.6 | 3.5 | .4  | .1  | 6.3  |
| 2019-20 | Detroit      | 27  | 11 | 13.1 | .362 | .333 | .792 | 1.2 | 3.4 | .5  | .1  | 3.6  |
| 2020-21 | Memphis      | 5   | 0  | 12.4 | .150 | .000 | .333 | 1.6 | 3.2 | .4  | .2  | 1.6  |
| 2021-22 | Orlando      | 10  | 3  | 20.0 | .302 | .353 | .556 | 1.9 | 3.3 | .3  | .1  | 3.7  |
| Total   | Total        | 287 | 84 | 17.7 | .400 | .323 | .723 | 2.3 | 4.0 | .7  | .1  | 4.9  |

### Playoffs
| Año   | Equipo     | PJ | PT | MPP | %TC  | %3P  | %TL   | RPP | APP | ROB | TPP | PPP |
| ----- | ---------- | -- | -- | --- | ---- | ---- | ----- | --- | --- | --- | --- | --- |
| 2015  | Portland   | 2  | 0  | 1.5 | .000 | –    | –     | .0  | .0  | .0  | .0  | .0  |
| 2018  | Washington | 2  | 0  | 3.0 | .000 | –    | –     | .5  | 1.5 | .5  | .0  | .0  |
| 2019  | Milwaukee  | 11 | 0  | 3.6 | .615 | .500 | 1.000 | .8  | .9  | .1  | .0  | 1.9 |
| Total | Total      | 15 | 0  | 3.3 | .533 | .500 | 1.000 | .7  | .9  | .1  | .0  | 1.4 |